# Rubrius antarcticus
Rubrius antarcticus är en spindelart som först beskrevs av Karsch 1880.  Rubrius antarcticus ingår i släktet Rubrius och familjen mörkerspindlar. Inga underarter finns listade i Catalogue of Life.